# Zmlazování

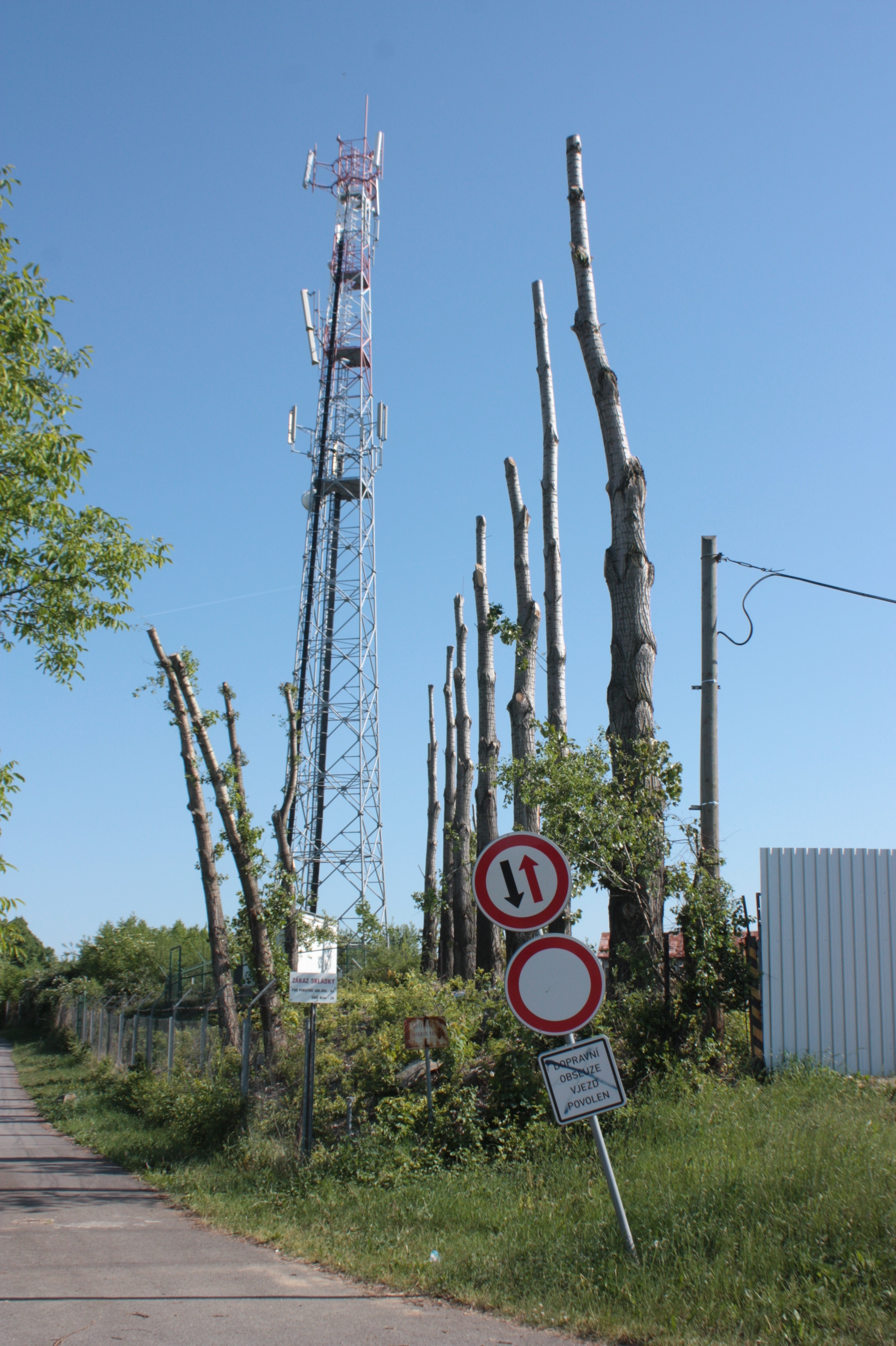
Zmlazení topolů

Zmlazování je zahradnická operace, radikální řez, kterým se sleduje obnova vitality růstu, kvality habitu a prodloužení životnosti dřeviny.
U mnoha dřevin je zmlazení velmi důležitým a vhodným biologicky zdůvodněným pěstitelským zásahem. Lze jím zlepšit celkový vzhled přestárlých, nepěkných, odspodu holých nebo proschlých dřevin. Zmlazení je občas nutné, nelze-li z jakéhokoliv důvodu používat pravidelný průklest. Při úplném zmlazení se odříznou všechny větve těsně u země nebo se ponechají nejvýše 5 cm dlouhé čípky. Za rok po zmlazení se odstraní z nově vytvořených výhonů všechny slabé a přebytečné. Vhodné výhony se ponechají a zkrátí tak, aby vytvořily polokulovitý až široce kuželovitý tvar. V dalších letech se ponechávají keře opět přirozenému vývoji.
Zmlazení je nutno opakovat vždy po více (u běžných stromů přibližně deseti, u keřů podle způsobu růstu) letech, když jsou nadzemní části dřevin zase přestárlé a nepěkné. Ve skupinách je doporučeno zmladit nejdříve keře v pozadí kompozice a teprve po jejich částečném obnovení (za 2–3 roky) se seříznou ostatní rostliny. Zmlazování, které je prováděno postupně, tedy každý rok je zmlazena část dřeviny, je ohleduplnější, snižuje riziko některých nevhodných reakcí dřevin avšak někdy omezuje pozitivní regenerační efekt a tedy může být spíše nevhodné. Proto je třeba posoudit před zmlazením jak charakteristiku druhu, odrůdy, tak dosavadní růst dané dřeviny, vlastnosti stanoviště, zdravotní stav dřeviny a na základě zkušenosti rozhodnout pro vhodný postup ve vhodném ročním období.
Někdy se dává přednost před zmlazením hlubokému řezu, kdy se část dřeviny zmladí a část je ponechávána a jen se silněji prořeže.